# 세칸
세칸은 바둑에서, 돌과 돌 사이에 '세 점을 놓을 수 있는 간격'이다.